# Seznam
Seznàm (tudi seznám) ali spísek, lista, je zaporedje ali skupek pojmov, ki imajo neko skupno lastnost. Običajno so seznami razvrščeni po abecedi. V seznamih so velikokrat navedena imena, kjer govorimo tudi o imeniku.